# Colby Cameron
Colby Cameron (Newbury Park, 5 aprile 1990) è un ex giocatore di football americano e allenatore di football americano statunitense che ha giocato come quarterback.
Dopo aver giocato per la squadra universitaria dei Louisiana Tech Bulldogs ha firmato nel 2013 come undrafted free agent con i Carolina Panthers. Tagliato dal roster ad agosto, si è trasferito ai giapponesi Fujitsu Frontiers.
Dopo il ritiro dal football giocato si è unito allo staff tecnico degli SMU Mustangs.